# Husk (personaje)
Paige Elisabeth Guthrie, más conocida como Husk o Vaina en España, es una superheroína del cómic X-Men de Marvel Comics. Fue creada por Chris Claremont y Jackson Guice, debutando en New Mutants vol. 1 # 42, en agosto de 1986. Ha sido miembro de los equipos mutantes Generación X y X-Men. Hermana menor de Bala de Cañón.

## Biografía ficticia

### Origen
La hermana menor del x-man Bala de Cañón, Paige Guthrie nació en una gran familia minera de Kentucky. Su padre murió cuando ella era muy joven, debido a una afección pulmonar por trabajar en las minas. Como adolescente, ella descubre su innata capacidad mutante de despojarse de su piel, y metamorfosearse en un ser diferente. Ella ha utilizado su poder para convertir su cuerpo en piedra, vidrio y hasta una sustancia como ácido, entre otros materiales. También puede usar su poder para curarse a sí misma. Ella normalmente no puede cambiar en realidad su forma,, sino su composición, aunque en una ocasión, se le vio transformada en un pájaro.

### Generación X
Husk fue secuestrada, junto con otros jóvenes mutantes, por las criaturas alienígenas conocidas como los Phalanx. Ella fue rescatada por los X-Men y llevada a la Mansión X. Eventualmente se unió al nuevo equipo juvenil Generación X. Ella siempre fue la más disciplinada del grupo, y se autodenominó como adicta al trabajo. También desarrolló una relación conflictiva con su compañero de equipo, el antisocial Chamber. Hacia el final de la existencia del equipo, Paige se convirtió la experta del grupo, y desarrolla un interés en temas ambientales. 
Después de la desintegración de la Generación X, Husk se une a su exmaestro Banshee, junto con otros miembros de la Generación X, en la llamada X-Corporation, con el fin de mantener un ojo sobre él.

### X-Men
Más tarde, Husk se unió a los X-Men, casi en medio de una batalla contra el villano Maximus Lobo. Poco después, ella desarrollo una relación sentimental con el x-man Arcángel, a pesar de ser varios años menor que el.
Los dos tomaron un receso. Arcángel puso en marcha una organización benéfica llamada "Mutantes sin Fronteras" en Zanzíbar, una referencia a "Médecins Sans Frontières" ("Médicos Sin Fronteras"), donde los dos se procedió a ayudar a detener un golpe de Estado en Genosha con ayuda del Profesor X.
Su hermano menor, Jay, más tarde se unió a los New X-Men bajo el nombre en código Icarus. Su hermana Melody también se unió a la escuela como Aero después de descubrir que podía volar. Aunque Paige conservó sus poderes tras el '"Día-M", su hermana Aero fue despojada. Más tarde, su hermano Ícarus fue asesinado en un enfrentamiento con el anti-mutante William Stryker y su ejército. Las batallas resultantes también acabar con la vida de decenas de otros estudiantes. 
Tras romper con Arcángel, Paige había regresado a vivir con su familia. Ella es la que recoge a su hermano, Cannonball, en el aeropuerto para llevarlo a casa. Sin embargo, Sam, todavía se siente molesto por la traición de su equipo de X-Men, y tras una serie de diferencias, ambos hermanos terminan combatiendo.
Paige se muda eventualmente con los X-Men a Utopía y se ve luchando al lado de los X-men contra los zombis de sus viejos amigos Skin y Synch cuando estos son resucitados por Selene. Paige es posteriormente enviada a la Isla Muir a ayudar a combatir a Proteus.
A raíz del conflicto entre Wolverine y Cíclope, que llevó al abandono de Utopía, Husk se convirtió en profesora en la "Escuela Jean Grey para Estudios Superiores" de Wolverine. Recientemente Husk ha desarrollado una curiosa relación con el Sapo.

## Poderes
Paige es una metamorfo que tiene la habilidad mutante para cambiar su forma física por el derramamiento de su capa externa de piel, para revelar una nueva capa debajo. Aunque a veces puede adquirir nuevas formas, Paige más comúnmente adopta una forma similar a Paige en un nuevo material. Ella puede llegar a convertirse en cualquier sólido que ha tocado (incluyendo adamantium, diamante, granito, madera, caucho, ladrillo e incluso de vidrio). Estas formas le proporcionan nuevas habilidades o cualidades físicas, como el aumento de peso, la fuerza o invulnerabilidad. Paige ha mostrado cierta capacidad de asumir las formas de poderes energéticos - incluyendo una forma de fuego que genera calor y las llamas, y una forma con la piel ácido.

## Otras versiones

### Era de Apocalipsis
Husk aparece como parte de la Geneación X ( Generation NeXt) de esta realidad.

### Ultimate Husk
Husk es una joven mutante de 14 años de edad. Escapó de un campamento de detención de mutantes y guio hacia este a los X-Men. Se une a Kitty Pryde y su resistencia para enfrentar a los Centinelas. Luego se revela que William Stryker le lavó el cerebro para que traicione a los mutantes. Se autoinmola falleciendo en el acto.

### Amalgam Comics
Husk se fusiona con Dial H for Hero de DC Comics para conformar a Dial H.U.S.K.

## En otros medios

### Televisión
- En la serie de televisión de Generación X, Husl fue sustituida por una mutante llamada Buff, debido a que sus poderes eran muy complejos para el poco presupuesto de la serie.

- Husk también hizo un cameo junto a su hermano, Bala de Cañón, en la serie animada X-Men.

### Cine
- El nombre de Husk aparece en la lista de mutantes de Mystique en la cinta X-Men 2.